# Грох, Якоб

Офорт с фрески Тициана «Свидетели невинности ребёнка»

Якоб Грох (нем. Jakob Groh; 14 мая 1855, Румбурк, Богемия, Австрийская империя — 17 февраля 1917, Вена, Австро-Венгрия) — австрийский художник, график, гравёр, иллюстратор, офортист, педагог.

## Биография

Император Франц I принимает просьбы и жалобы подданных.

Родился в семье, давшей Австрии нескольких скульпторов, резчиков и музыкантов. После окончания Школы прикладных искусств в Вене (Wien Kunstgewerbeschule) предпринял многочисленные поездки с целью стажировки в Италию, Швецию, Норвегию и другие страны, где познакомился с произведениями мастеров, изучал их опыт.
Впоследствии издал несколько иллюстрированных сборников:
- Художественные сокровища Италии (Die Kunstschätze Italiens (1882—1885)),
- Австро-Венгерская монархия в рассказах и рисунках (Österreichisch-Ungarische Monarchie in Wort und Bild (1886—1902)),
- Румынский Королевский замок Пелеш (Das rumänische Königsschloss Pelesch (1893)).

Особую популярность получил благодаря гравюрам с портретов и других известных живописных произведений из истории искусства.
При поддержке императора Австрийской империи и короля Богемии Франца Иосифа I создал ряд портретов его предков.
Одновременно преподавал графику в Вене.